# Kirsti Ilvessalo
Kirsti Päivi Ilvessalo (gift Ilvessalo-Viljakainen), född 25 maj 1920 i Helsingfors, död 5 juli 2019, var en finländsk textilkonstnär.
Ilvessalo var utbildad bland annat vid Konstindustriella läroverket 1940–1944. Hon var 1947–1952 konstnärlig ledare vid Finska handarbetets vänner och har därefter haft egen textilateljé. Hon undervisade 1947–1960 i textilkomposition vid Konstindustriella läroverket.
Ilvessalo var främst känd för sina ryor, med vilka hon är representerad i flera utländska museer (bland annat Victoria and Albert Museum i London och Nationalmuseum i Stockholm). Hon har även komponerat och tillverkat inredningstextilier bland annat för ett flertal offentliga byggnader och utfört smycken (bland annat för Kalevala Koru) samt tapeter.
Hon erövrade guldmedalj vid triennalerna i Milano 1951 och 1960 samt Grand Prix 1954. År 1979 tilldelades hon Pro Finlandia-medaljen.